# Паніліакос
Паніліакос (грец. Πανηλειακός) — грецький футбольний клуб з міста Піргос, заснований 1958 року. Домашній стадіон — муніципальний стадіон Піргоса. Основні клубні кольори — білий та червоний.

## Досягнення
- Чемпіон Дельта Етнікі, група 6: 2009.

## Відомі гравці
Греція
- Стеліос Яннакопулос
- Васіліс Лакіс
- Нікос Кісерідіс
- Мільтіадіс Сапаніс
- Такіс Гоніас
- Марінос Узунідіс
- Лукас Вінтра
- Янніс Таралідіс
- Нікос Карабелас

Інші країни
- Предраг Джорджевич